# Raine, Contesă de Dartmouth
Raine Spencer, Contesă Spencer (n. Raine McCorquodale, 9 septembrie 1929 – d. 21 octombrie 2016) a fost o persoană care a ocupat o funcție socială în Regatul Unit, politician și mamă vitregă a Dianei, Prințesă de Wales. Ea este fiica romancierei Barbara Cartland și a lui Alexander McCorquodale. La vârsta de 23 de ani, a devenit cel mai tânăr membru al Consiliului Local Westminster. Cu numele de Lady Lewisham, apoi Lady Dartmouth, ea a rămas în acest consiliu timp de 17 ani.